# Чан Фу
Чан Фу (вьет. Trần Phú; 1 мая 1904, Фуйен — 6 сентября 1931, Хошимин) — вьетнамский революционер, первый генеральный секретарь Коммунистической партии Индокитая, впоследствии переименованной в Коммунистическую партию Вьетнама.

## Биография
Родился 1 мая 1904 года в семье учителя Чан Ван Фо в деревне Антхо (ныне — уезд Туиан, провинция Фуйен). В 1925 году переехал в Винь, провинция Нгеан.
В 1926 году отправился в Китай, где в Кантоне (ныне — Гуанчжоу), где вступил в Ассоциацию возрождения Вьетнама.
В 1927 году Чан Фу под псевдонимом Ликвей поехал в СССР на учёбу в Коммунистическом университете трудящихся Востока в Москве, где в 1928 году принимал участие в шестом конгрессе Коминтерна. После обучения в СССР вернулся во Вьетнам, где продолжал участвовать в национально-освободительном движении против французских колонизаторов. 11 октября 1929 года вместе с рядом других членов КПВ был заочно осуждён оккупационными властями провинции Нгеан.
Участвовал в I съезде Коммунистической партии Вьетнама, прошедшем в Гонконге в феврале 1930 года, а 27 октября 1930 года избран генеральным секретарём её Временного Центрального Комитета. 19 апреля 1931 года Чан Фу был арестован французскими колониальными властями в Сайгоне и 6 сентября того же года умер в тюрьме.

## Награды
- Орден Хо Ши Мина[источник не указан 583 дня].